# Monolepta gossypii
Monolepta gossypii is een keversoort uit de familie bladkevers (Chrysomelidae). De wetenschappelijke naam van de soort werd in 1938 gepubliceerd door Gilbert Ernest Bryant.